# هاکی روی چمن
هاکی روی چمن یک ورزش گروهی است که بین دو تیم ۱۱ نفره بر روی یک زمین چمن با هدف وارد کردن یک توپ کوچک به وسیله چوب هاکی به دروازه حریف انجام می‌شود.
نهاد اداره‌گر این رشته ورزشی فدراسیون بین‌المللی هاکی است و مهمترین مسابقات این رشته ورزشی المپیک و جام جهانی هاکی است که هر ۴ سال یک‌بار برگزار می‌شوند. هاکی از المپیک ۱۹۲۸ آمستردام به این‌سو همواره در برنامهٔ بازی‌های المپیک قرار داشته‌است و پیش از آن نیز دو بار در المپیک ۱۹۲۰ آنتورپ و المپیک ۱۹۰۸ لندن برگزار شد.
هاکی پس از فوتبال بیشترین تعداد بازیکنان را در میان ورزش‌های گروهی خارج از سالن (فضای آزاد) را دارد، اما رقابت‌های باشگاهی هاکی تماشاگران زیادی را به خود جذب نمی‌کند و بازیکنان کمی به صورت کاملاً حرفه‌ای به این رشته ورزشی می‌پردازند.
در کشورهایی که فصل زمستان مانع از برگزاری مسابقات هاکی در فضای باز می‌شود، نوع داخل سالن هاکی نیز تمرین می‌شود که با تغییراتی در قوانین از جمله حضور ۶ بازیکن (به‌جای ۱۱ بازیکن) در هر تیم و در یک زمین حدوداً ۴۰ در ۲۰ متری (به جای زمین استاندارد ۹۱ در ۵۵ متری) و قرار دادن دیواره‌هایی در کنار خط برای ریباند توپ و تفاوت‌های جزئی دیگری برگزار می‌شود.

## تاریخچه

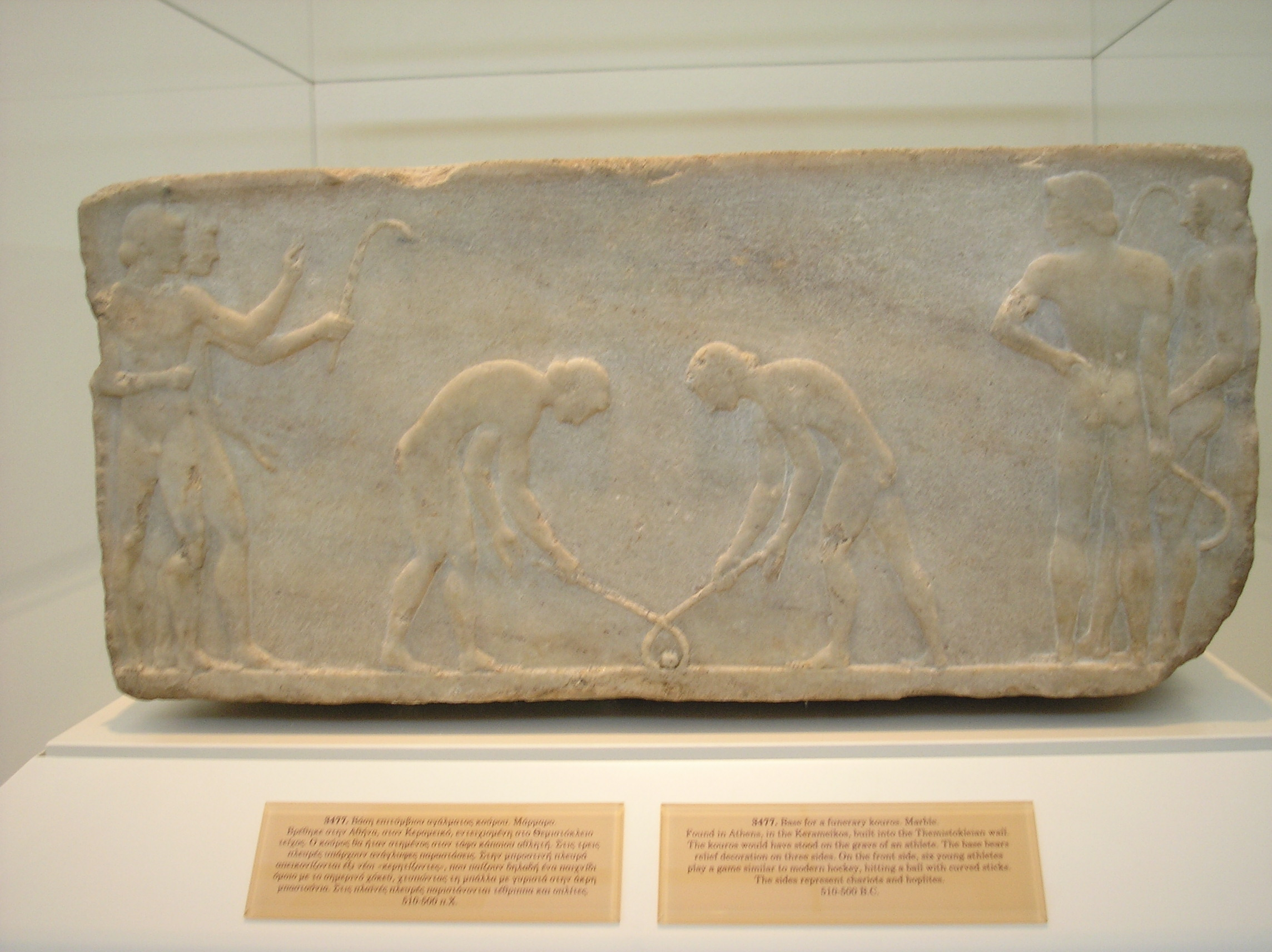
بازی هاکی در یونان در ۲۵۰۰ سال پیش؛ سنگ‌نگاره‌ای در موزهٔ باستان‌شناسی آتن

نشانه‌هایی از برگزاری بازی‌هایی شبیه به هاکی در زمان‌های بسیار دور تاریخی وجود دارد، از جمله نقاشی‌هایی در مصر از ۴ هزار سال پیش و سنگ‌نگاره‌ای در حدود ۲۵۰۰ سال پیش در یونان باستان که دو نفر را در حال انجام یک بازی به نام (به یونانی: Κερητίζειν) (تلفظ: کِریتزین) نشان می‌دهد. از حدود هزار سال پیش نیز قوم دائور در مغولستان داخلی، چین به نوعی بازی به نام بِیکو می‌پرداخته‌اند که شبیه به هاکی امروزین است.

## هاکی نوین

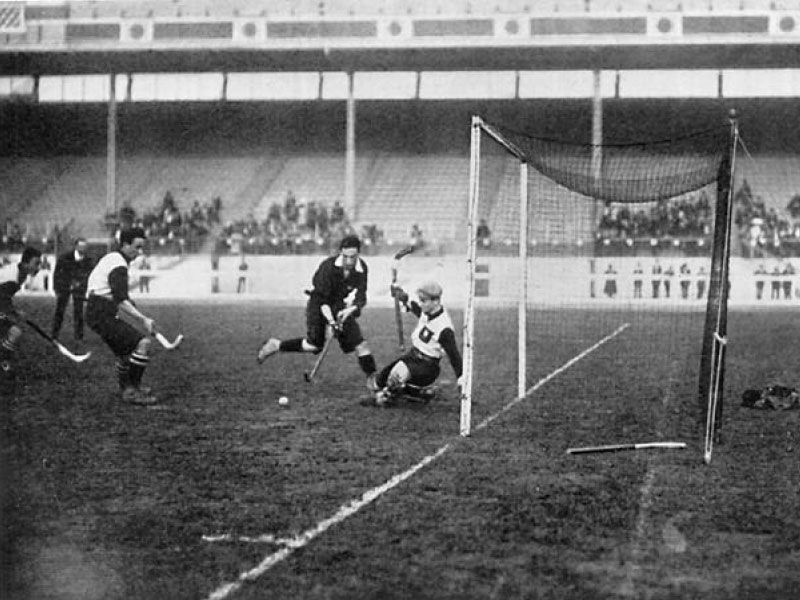
هاکی در المپیک ۱۹۰۸ لندن؛ اسکاتلند دروازه آلمان را باز می‌کند

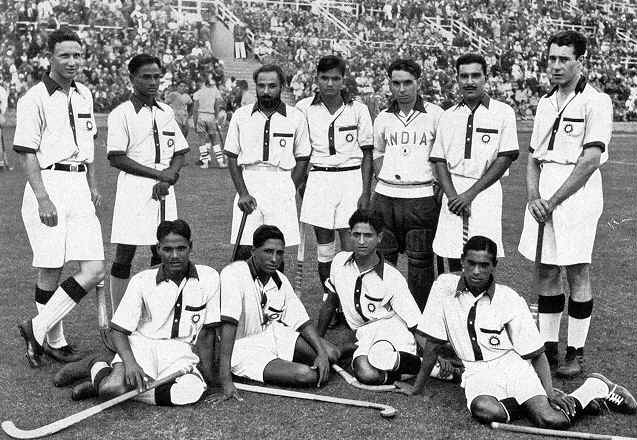
تیم ملی هاکی هندوستان قهرمان المپیک ۱۹۳۶ برلین

پیدایش و تدوین مقررات هاکی نوین به اوایل سده ۱۹ در مدارس غیرانتفاعی انگلستان بازمی‌گردد. «باشگاه بلکهیث» در جنوب شرقی لندن، باشگاه‌های کریکت در میدلسکس که هاکی را به عنوان یک ورزش زمستانی انجام می‌دادند و «باشگاه تدینگتون» پیشگامان اشاعه این رشته ورزشی شمرده می‌شوند. در سال ۱۸۸۶ اتحادیه هاکی تأسیس شد و در ۱۸۹۵ نخستین مسابقهٔ بین‌المللی این رشته بین تیم‌های ملی ولز و ایرلند (۳ بر صفر به سود ایرلند) برگزار شد.
هاکی در اواخر قرن نوزدهم وارد هند شد و نخستین باشگاه هاکی در کلکته شکل گرفت، هاکی پس از مدتی به صورت ورزش ملی این سرزمین درآمد و تیم ملی هندوستان در المپیک ۱۹۲۸ شرکت کرد و با پیروزی در تمام بازی‌ها و بدون دریافت هیچ گلی مدال طلای المپیک را به خانه برد، پس از آن نیز تا بازی‌های المپیک تابستانی ۱۹۵۶ تنها قهرمان المپیک بود، اما پس از استقلال پاکستان از هند این دو کشور به صورت رقبای اصلی این رشته ورزشی درآمدند. پاکستان در المپیک‌های ۱۹۶۰، ۱۹۶۸ و ۱۹۸۴ و هند در دوره‌های ۱۹۶۴ و ۱۹۸۰ قهرمان المپیک شدند.
تغییر زمین مسابقات هاکی از چمن طبیعی به چمن مصنوعی باعث شد تا حاکمیت هندی‌ها و پاکستانی‌ها در این رشته خاتمه پیدا کند. زمین‌های چمن مصنوعی از ابتدای دههٔ ۱۹۷۰ جایگزین چمن‌های طبیعی شدند و قیمت بالای آن‌ها و تغییراتی که در نحوهٔ بازی هاکی به دلیل بالا رفتن سرعت بازی ایجاد شد، باعث شد تا از دهه ۱۹۷۰ کشورهای ثروتمندتری چون آلمان، هلند و استرالیا به قدرت‌های برتر این رشته ورزشی بدل شوند.

## قوانین

### ابعاد زمین

Standard pitch measurements. The field of play is 91.4 × 55.0 m with an area of 5027 m2.

در سال ۱۹۹۸ به منظور سهولت بین المللی ابعاد متریک به جای ابعاد سلطنتی (واحدهای انگلیسی) جایگزین شد.

### زمان بازی

#### هاکی ۷ نفره
قبل از ۲۰۱۴ : دو نیمه ۳۵ دقیقه ای با ۵ دقیقه وقت استراحت بین دو نیمه.
بعد از ۲۰۱۴: چهار زمان ۱۵ دقیقه ای با دو زمان استراحت دو دقیقه ای (بین کوارتر اول و دوم و کوارتر سوم و چهارم) و یک زمان استراحت ۱۵ دقیقه ای بین دو نیمه.

#### هاکی داخل سالن
چهار زمان ده دقیقه ای.

#### هاکی ۵ نفره
دو نیمه ۱۵ دقیقه ای یا سه نیمه ۱۲ دقیقه ای.